# Parc de la Roche
Le parc de la Roche (anciennement parc de Malakoff ou parc de Mauves) est un jardin paysager ouvert au public de la ville de Nantes d'une superficie de 4,23 ha. Il est situé à l'est de la cité HLM de Malakoff, dans le quartier Malakoff - Saint-Donatien.

## Localisation
Le parc se limite au sud par le boulevard de Sarrebruck, à l'est par le boulevard de Seattle, au nord par la rue de la Roche (anciennement « rue Rosa-Parks ») et à l'ouest par rue de la Révolution-des-Œillets (anciennement « chemin du Relais »).

## Historique
Le parc a été aménagé dans les années 1980 à l'emplacement d'une décharge municipale occupant une partie de l'ancienne prairie de Mauves. Dans sa partie sud, avait été aménagé dans un  premier temps, un petit lac artificiel faisant office de pataugeoire, mais les impératifs techniques et règlementaires ont contraint la mairie à le supprimer. Appelé jusqu'au 10 octobre 2014, « parc de Malakoff », il prend sa dénomination officielle à partir de cette date, suite une délibération du conseil municipal.

## Description
Le parc est un vaste espace de pelouse agrémenté de bosquets d'arbres, équipé de jeux de pour enfants (toboggan, pyramide de cordes …) et d'une  piste de skateboards et rollers aménagée à l'emplacement de l'ancienne pataugeoire.
Jusqu'en 1998, la partie nord-ouest du parc était occupé par une piscine municipale appelé « piscine de la Roche » qui fut détruite cette année-là par un incendie criminel. Il ne reste plus rien de cet équipement qui fut remplacé en 2007 par la piscine de la Petite Amazonie située boulevard de Berlin à proximité immédiate de la cité Malakoff.